# Thomas Ward
Thomas Boulton Ward (1963) é um matemático britânico.
Thomas Ward frequentou a escola na Suazilândia, e em 1989 obteve o doutorado oientado por Klaus Schmidt na Universidade de Warwick, com a tese Topological Entropy and Periodic Points for {\displaystyle Z^{d}} Actions on Compact Abelian Groups with the Descending Chain Conditon. Pós-doutorado na Universidade de Maryland e na Universidade do Estado de Ohio.
Recebeu em 2012 com Graham Everest (colega na Universidade de East Anglia) o Prêmio Lester R. Ford,  por A repulsion motif in diophantine equations.

## Obras
- com Manfred Einsiedler: Ergodic Theory: with a view towards Number Theory, Springer Verlag 2011[3]
- com Graham Everest Introduction to Number Theory, Springer Verlag  2005
- com Graham Everest Heights of polynomials and entropy in algebraic dynamics, Springer Verlag 1999
- com Alf van der Poorten, Graham Everest, Igor Shparlinski: Recurrence sequences, American Mathematical Society 2003
- com D. Lind, K. Schmidt: Mahler measure and entropy for commuting automorphisms of compact groups. Invent. Math. 101 (1990), no. 3, 593–629.